# Абу аль-Хусейн аль-Хусейни аль-Кураши
Абу́ аль-Хусе́йн аль-Хусейни́ аль-Кураши́ (араб. أبو الحسين الحسيني القرشي‎) — четвёртый халиф Исламского государства с 30 ноября 2022 по 29 апреля 2023 года.

## Приход к власти
Согласно заявлениям Турции, Абу аль-Хусейн аль-Хусейни присоединился к Исламскому государству в 2013 году. Он взял на себя руководство Исламским государством после смерти предыдущего лидера Абу аль-Хасана аль-Хашеми аль-Кураши. Он был объявлен халифом официальным представителем Исламского государства Абу Умаром аль-Мухаджиром в аудиообращении, переданном фондом «Аль-Фуркан Медиа» (основное СМИ Исламского государства).
Абу аль-Хусейна описывали как ветерана Исламского государства и верного члена группировки. В январе 2023 года известный диссидентский канал выступавший против ИГ утверждал, что Абу аль-Хусейн был иракцем, как и его предшественники, и был назначен Советом Шуры во главе с Абдул Рауфом аль-Мухаджиром, эмиром администрации Исламского государства.

### Лидер Исламского государства

Места, откуда официальные СМИ Исламского государства задокументировали клятвы верности Абу аль-Хусейну

По состоянию на 19 января 2023 года Абу аль-Хусейн получил присяги от всех провинций Исламского государства, а также от сторонников Исламского государства примерно в 40 странах. Он также получил некоторые обещания поддержки от сторонних людей, которые ранее не были частью группы.
По состоянию на апрель, по словам представителя иракской службы безопасности, иракские, турецкие и американские спецслужбы сотрудничали друг с другом в целях идентифицировать Абу аль-Хусейна аль-Хусейни.

## Сообщения о смерти
27 февраля 2023 года иракские СМИ сообщили об убийстве Абу аль-Хусейна в ходе операции иракской армии в пустыне Анбар, но эти сообщения не были подтверждены иракскими военными.
30 апреля 2023 года президент Турции Реджеп Тайип Эрдоган объявил, что накануне, 29 апреля, Национальная разведывательная организация Турции выследила и убила Абу аль-Хусейна, 29 апреля.
Турецкое государственное информационное агентство Anadolu Agency сообщило, что операция произошла в Джиндиресе, в регионе, контролируемом поддерживаемыми Турцией повстанческими группировками, в ходе которых Абу аль-Хусейн взорвал свой жилет смертника, чтобы не попасть в плен. Однако Соединённые Штаты не смогли проверить заявления Турции о том, что её силы убили Абу аль-Хусейна аль-Хусейни аль-Кураши.
15 мая 2023 года в лагере беженцев Аль-Хол было распространено заявление, приписываемое Исламскому государству, в котором отрицалась гибель Абу аль-Хусейна аль-Хусейни в ходе турецкой операции, но это заявление оказалось подделкой.
В июне 2023 года британский таблоид Daily Mirror заявил, что Абу аль-Хусейн, возможно, был среди 5 лидеров ИГ, которые, как сообщается, были убиты в результате иракского/британского авиаудара в районе Хамрин в Ираке, но сообщение не было подтверждено никакими другими источниками, и в конечном подтверждении смерти Абу аль-Хусейна говорилось, что он был убит в Сирии, а не в Ираке.

### Смерть

Фотографии дома, где был убит Абу аль-Хусейн, и его останков (размыты) после предполагаемого рейда ХТШ

3 августа 2023 года официальный представитель Исламского государства Абу Хузайфа аль-Ансари объявил о смерти Абу аль-Хусейна аль-Хусейни аль-Кураши. Пресс-секретарь заявил, что он был убит в прямых столкновениях с группировкой «Хайят Тахрир аш-Шам» (ХТШ) в провинции Идлиб на удерживаемом повстанцами северо-западе Сирии, и обвинил ХТШ в том, что они действовали как агенты турецкой разведки.
4 августа ХТШ в официальном заявлении опровергла утверждения Исламского государства о том, что они убили Абу аль-Хусейна. Однако официальные лица США предположили, что ХТШ на самом деле стояла за смертью Абу аль-Хусейна аль-Хусейни аль-Кураши.